# Ordem das mulheres maçons
A Ordem das mulheres maçons, é uma organização fraternal,  com sede no Reino Unido e é o maior dos dois corpos maçónicos apenas para mulheres.

## História
A Ordem foi fundada em 1908 como a Honorável Fraternidade Antiga da Maçonaria, e formado por um pequeno grupo de homens e mulheres que se separaram a partir do co-movimento maçónico. Eles discordaram com os preceitos teosóficos e da governação da Co-organização Maçónica e queria voltar para o funcionamento tradicional da maçonaria inglesa. O líder e o primeiro Grande Mestre, foi WF Cobb, reitor da igreja de São Ethelburga, na cidade de Londres. Na altura, ele se demitiu da Ordem em 1912 e seis Lojas haviam sido consagradas. A segunda e todas as Grão-Mestres subsequentes, foram mulheres.
As sanções da Grande Loja Unida da Inglaterra (GLUI), contra qualquer de seus membros, associados com os "corpos irregulares" da maçonaria, incluindo aqueles que admitem mulheres, significava que não foram poucos os candidatos do sexo masculino após 1910. Em 1920, uma petição foi enviada a partir da Ordem da GLUI, para o reconhecimento como um confiável aos corpos maçónicos, mas este foi recusado. Depois que os sexos maculinos já não eram aceitos como candidatos à Ordem, ainda havia alguns que, embora distanciando-se da sua própria obediência, optaram por permanecer num cargo elevado. Em 1935, Peter Slingsby, o Grande-Secretário, morreu e os restantes oficiais das Grandes Lojas do sexo masculino, Representantes dos Grãos-Mestres, Pedro Birchall, foram convidados a demitir-se. A partir desta data, a Ordem tem sido exclusivamente do sexo feminino. Actualmente, as relações com a GLUI, são cordiais.
Em 1913, um pequeno grupo que desejava introduzir o grau do Arco Real Sagrado de uma forma pouco ortodoxa, foram expulsos da Ordem e fundaram sua própria ordem feminina, a Honorável Fraternidade Antiga da Maçonaria.
O grau de Arco Real Sagrado, foi legitimamente introduzido em 1929 e o grau da Marca, em 1946. Outros diplomas Superiores e complementares, incluindo os graus de Cavalaria, foram introduzidas no final dos anos 1940 e 1950. Todos estes são administrados pela mesma Grande Loja como os graus de ofício.
A Honorável Fraternidade Antiga da Maçonaria, teve como subtítulo, em 1958, "Ordem das mulheres maçons", para fazer a sua natureza do mesmo sexo mais evidente, e é por este nome que é conhecido hoje.
A Ordem, é actualmente composta por cerca de 300 membros que trabalham nas Lojas, baseado nas Ilhas Britânicas, Austrália, Canadá, África do Sul, Espanha e Zimbábue. Existem aproximadamente 7.250 membros, na última contagem. A sede, a administração da Grande Loja e o Grande Templo, situa-se no No. 27, Pembridge Gardens, Notting Hill Gate, Londres. O funcionamento e a constituição da Ordem, estão em paralelos aos da Grande Loja Unida da Inglaterra.

## Grãos-Mestres da Ordem
O actual Grão-Mestre, é Brenda Irene Fleming-Taylor.
- William Frederick Cobb 1908 – 1912
- Marion Lindsay Halsey  1912 – 1927
- Adelaide Daisy Litten 1928 – 1938
- Lucy Bertram O’Hea 1938 – 1948
- Mary Gordon Muirhead Hope 1948 – 1964
- Mildred Rhoda Low 1964 – 1976
- Frances Hall 1976 – 1989
- Brenda Irene Fleming-Taylor 1989 -